# Новая Гребля (Хмельницкая область)
Новая Гребля (укр. Нова Гребля) — село в Волочисском районе Хмельницкой области Украины.
Население по переписи 2001 года составляло 243 человека. Почтовый индекс — 31220. Телефонный код — 3845. Занимает площадь 0,95 км². Код КОАТУУ — 6820984401.

## Местный совет
31220, Хмельницкая обл., Волочисский р-н, с. Ожиговцы